# ترتیب و درهم‌ریختگی
در فیزیک عنوان ترتیب و درهم‌ریختگی به وجود تعدادی تقارن و همبستگی در یک سیستم چند ذره‌ای نسبت داده می‌شود.
به‌طور نمونه در فیزیک ماده چگال سیستم‌ها در دماهای پایین منظم اند؛ که پس از حرارت، دچار یک یا چند گذار فازی به حالتهای کم نظم می‌شوند. مثال‌هایی از چنین گذارهایی عبارتند از:
- ذوب شدن یخ، گذار جامد-مایع، از دست دادن نظم کریستالی
- نا مغناطیسی کردن آهن توسط حرارت بالاتر از نقطه کوری: گذار فرومغناطیس-پارامغناطیس، از دست دادن نظم مغناطیسی

درجه آزادی منظم یا نامنظم (بهم ریخته) می‌تواند انتقالی، چرخشی، یا یک حالت اسپینی باشد.

## نظم بلند برد
نظم بلند برد (Long-range order) مشخصه یک سیستم فیزیکی است که در ان اجزا دور از هم در یک نمونه رفتار همبستگی از خود نشان می‌دهند. این می‌تواند به صورت یک تابع همبستگی مانند تابع همبستگی اسپین- اسپین بیان شود
که s عدد کوانتمی اسپین و x فاصله در سیستم است.
این تابع در حالت برابر واحد و با افزایش افت می‌کند. به‌طور نمونه در فواصل زیاد به صورت نمایی از بین می‌رود (decays exponentially). چنین سیستمی نامنظم (disordered) در نظر گرفته می‌شود. اگر تابع همبستگی در مقادیر بزرگ به سمت عدد ثابتی میل کند سپس این سیستم را سیستم دارای نظم بلندبرد در نظر می‌گیرند.